# Ante Jozić
Ante Jozić (Trilj, 16 de janeiro de 1967) é um prelado croata da Igreja Católica pertencente ao serviço diplomático da Santa Sé.

## Biografia
Foi ordenado como diácono em 15 de dezembro de 1991 e recebeu a ordenação presbiteral em 28 de junho de 1992, ambas as ordens do arcebispo Ante Jurić, sendo incardinado na Arquidiocese de Split-Makarska.
É licenciado em utroque iure, tanto em direito canônico como direito civil. Entrou para a Pontifícia Academia Eclesiástica em 1995.
Tendo entrado no serviço diplomático da Santa Sé em 1 de julho de 1999, trabalhou nas nunciaturas apostólicas da Índia, Federação Russa e Filipinas e durante dez anos em Hong Kong como chefe da Missão de Estudo da Santa Sé para a China.
É fluente, além do croata nativo, em italiano, inglês, espanhol, português, francês, alemão, russo, mandarim e polonês.
Em 2 de fevereiro de 2019, foi nomeado pelo Papa Francisco como núncio apostólico na Costa do Marfim, com a dignidade de arcebispo titular de Cissa.
Contudo, os ferimentos sofridos num acidente de trânsito na Croácia o impediram de ser consagrado e assumir o cargo. Ele havia retornado ao país aguardando sua ordenação episcopal, marcada para 1 de maio em Split. Em 28 de outubro de 2019, Paolo Borgia foi nomeado para a Costa do Marfim em seu lugar. Teve uma audiência com o Papa Francisco em 22 de janeiro de 2020, onde foi mantida sua condição arquiepiscopal. A sua consagração episcopal, agora marcada para 20 de março de 2020, foi adiada pela segunda vez devido à pandemia da COVID-19.
Em 21 de maio de 2020, foi então nomeado núncio apostólico na Bielorrússia. Finalmente recebeu a ordenação episcopal em 16 de setembro de 2020, na Igreja Sveta Obitelj de Solin, das mãos de Pietro Parolin, Cardeal Secretário de Estado, coadjuvado por Marin Barišić, arcebispo de Split-Makarska e por Dražen Kutleša, arcebispo coadjutor da mesma arquidiocese.
Em 28 de junho de 2024, foi transferido para as nunciaturas apostólicas da Geórgia e Armênia.